# 8.15 전야
"8.15 전야"는 한국에서 제작된 안현철 감독의 1961년 영화이다. 최무룡 등이 주연으로 출연하였고 송유천 등이 제작에 참여하였다.

## 출연

### 주연
- 최무룡
- 김지미
- 추석양
- 조항

## 기타
- 조명: 방한기
- 미술: 박석인